# Emil Forsberg
Emil Peter Forsberg (* 23. října 1991 Sundsvall) je švédský profesionální fotbalista, který hraje na pozici ofensivního záložníka za německý klub RB Leipzig a za švédský národní tým.
Jeho otcem je bývalý fotbalista Leif Forsberg, dlouholetý hráč klubu GIF Sundsvall.
Účastník Mistrovství světa 2018 a dvou Mistrovství Evropy v letech 2016 a 2021.

## Reprezentační kariéra
Forsberg nastupoval za švédskou mládežnickou reprezentaci U19. V roce 2010 si připsal dva starty proti Rakousku za švédskou jedenadvacítku.
V A-mužstvu Švédska debutoval 17. ledna 2014 v přátelském utkání v Abú Dhabí proti reprezentaci Moldavska (výhra 2:1).

## Úspěchy
Klubové
Malmö FF
- 2× vítěz švédské nejvyšší ligové soutěže Allsvenskan – 2013, 2014[2]
- 2× vítěz švédského superpoháru Svenska Supercupen – 2013, 2014[2]

Individuální
- Švédský fotbalista roku – 2021[5]